# 久光製薬商品一覧
久光製薬商品一覧とは、現在製造・販売中ならびに製造・販売終了した久光製薬製品のすべてを対比するもの（2024年5月時点）。

## 一般用医薬品

### 外用鎮痛・消炎薬（貼付薬）
- サロンパス - 鎮痛消炎プラスター
  - サロンパス【第3類医薬品】 - 2015年3月発売。後述する「サロンパスAe」の処方をベースに、dl-カンフルが省かれ、サリチル酸メチルの含量を増やし（6.29g → 10g）、色をベージュに変更してサイズを少し大きめとしたもの。包装体系は当初、40枚入りと80枚入りの2種類だったが、2018年4月に120枚入りが追加発売され、3種類となった。2021年に製剤のサイズはそのままで包装サイズが小さくなり、パッケージに「HELLO! eco!」マークを表記。「サロンパス」ロゴの右上に小さく「Salonpas」の英字ロゴも表記された。2024年9月には通信販売の「久光ウェルネス」専売包装として、ポストイン対応の薄型輸送箱に直接薬袋を封入した160枚入りが追加発売された。
  - サロンパスAe【第3類医薬品】 - レギュラーサイズの他に、中判サイズ（40枚入り）と大判サイズ（12枚入り）も設定されている。レギュラーサイズの「サロンパスAe」は2011年にパッケージデザインが小変更されており、前述の「サロンパス」の発売に伴い、包装体系を140枚入りと240枚入りの大容量包装のみの設定となった。中判サイズは2021年に製剤のサイズはそのままで箱の高さが低くなり、パッケージに「HELLO! eco!」マークが表記された。
  - 穴あきサロンパスAe【第3類医薬品】 - 「サロンパスAe（レギュラーサイズ）」に等間隔で穴を設けたもの。80枚入りのみのラインナップ。
  - サロンパス30（サーティ）【第3類医薬品】 - 刺激マイルドタイプ。中判サイズ（32枚入り）も設定されている。2017年のパッケージデザイン変更時にピンク系となった。2021年にレギュラーサイズが製剤のサイズはそのままで包装サイズが小さくなり、パッケージに「HELLO! eco!」マークを表記。「サロンパス」に準じたデザインに変わり、右上に小さく「Salonpas」の英字ロゴも表記された。
  - サロンパス30（サーティ）ホット【第3類医薬品】 - 「サロンパス30（サーティ）」をベースにトウガラシエキスを追加配合した温感タイプ。2017年のパッケージデザイン変更時にオレンジ系となった。2021年に40枚入りが製剤のサイズはそのままで包装サイズが小さくなり、パッケージに「HELLO! eco!」マークを表記。「サロンパス」に準じたデザインに変わり、右上に小さく「Salonpas」の英字ロゴも表記された。
  - サロンパス-ハイ【第3類医薬品】 - うす型半透明タイプ。2017年にパッケージデザインがリニューアルされ、グリーン系に変更された。
  - ら・サロンパス【第3類医薬品】 - やわらかフィットタイプ。2017年のパッケージデザイン変更時にスカイブルー系となった。2022年1月にリニューアル。容量を16枚から10枚、32枚から30枚にそれぞれ減容（従来設定されていた2枚は廃止）するとともに、30枚は製剤のサイズはそのままで包装サイズが小さくなり、薬袋の開封口が縦向きから横向きに変わり、チャックを追加。10枚は外箱を省き、30枚の個包装と同じ薬袋仕様に変更した[1]。
  - サロンパスロール【第3類医薬品】 - ミシン目入りのロールタイプ。サロンパスシリーズの中で、日本でのみ発売している。
  - サロンパスEX【第2類医薬品】 - 2008年11月発売。インドメタシン製剤。2021年に製剤のサイズはそのままで包装サイズが小さくなり、パッケージに「HELLO! eco!」マークを表記。「サロンパス」に準じたデザインに変わり、右上に小さく「Salonpas」の英字ロゴも表記された。
  - サロンパスEX温感【第2類医薬品】 - 2009年11月発売。「サロンパスEX」にトウガラシエキスを追加配合した温感タイプ。2021年に製剤のサイズはそのままで包装サイズが小さくなり、パッケージに「HELLO! eco!」マークを表記。「サロンパス」に準じたデザインに変わり、右上に小さく「Salonpas」の英字ロゴも表記された。
  - サロンパスツボコリパッチ【第3類医薬品】 - 2020年8月発売。丸型ミニサイズの温感刺激タイプ[2]。発売当初は160枚入りでの発売だったが、2022年10月に小容量で薬袋包装の64枚入りが追加発売された[3]。
  - サロンパスホット【第3類医薬品】 - 温感刺激タイプ。大判タイプのみの設定。2020年7月に添加物として微量配合している着色剤が、承認書にある法定色素規格の一部に適合していないことが社内確認試験の結果判明し、対象ロットの自主回収を発表[4]。添加物に着色剤を使用しない丸型ミニサイズの「サロンパスツボコリパッチ」へ引き継ぐ形で一旦終売となったが、2023年4月に入数を8枚から3枚に減らし、製剤のサイズはそのままで二つ折りにして封入することで薬袋がコンパクト化され、チャックを追加。「サロンパス」に準じたパッケージデザインに刷新してリニューアルする形で復活発売された[5]。
- サロンシップ - 鎮痛・消炎シップ剤
  - のびのびサロンシップFα【第3類医薬品】 - 2018年4月発売。「のびのびサロンシップF」の無臭性タイプで、従来発売されていた「のびのびサロンシップα」の後継商品でもある。従来の「のびのびサロンシップα」の処方をベースに、サリチル酸グリコールの含有量が増量（1.25g → 2.0g）されるとともに、包装体系も変更され、レギュラーサイズは12枚入り・24枚入りから16枚入りに、ハーフサイズは10枚入り・20枚入りから12枚入りにそれぞれ統合・集約された。2021年に16枚入は製剤サイズはそのままで外箱のサイズが小型化され、パッケージに「HELLO! eco!」マークが表記された。2024年にレギュラーサイズが「のびのびサロンシップフィットα」への統合に伴って製造・販売が終了したため、ハーフサイズが残るのみとなった。
  - のびのびサロンシップFH【第3類医薬品】 - 2017年9月発売。「のびのびサロンシップF」の温感タイプで、従来発売されていた「のびのびサロンシップ温感」の後継商品でもある。従来の「のびのびサロンシップ温感」の処方からdl-カンフルが省かれ、サリチル酸グリコール・l-メントール・トウガラシエキスの含有量が増量された。包装体系も変更され、従来の12枚入り・24枚入りを新容量の16枚入りに統合・集約し、メーカー希望小売価格が値下げされた（12枚:1,100円 → 16枚:1,040円）。ハーフサイズ（12枚入り）も設定されている。2024年にレギュラーサイズが「のびのびサロンシップフィットH」への統合に伴って製造・販売を終了したため、ハーフサイズが残るのみとなった。
  - のびのびサロンシップフィット【第3類医薬品】 - 2021年8月発売[6]。シップ剤を折って封入することでパッケージサイズがコンパクト化され、ウエットティッシュのようにシップを1枚ずつ取り出し、繰り返し封が可能なシールが付いた「ポケシップ」包装としたもの。有効成分・含量は「のびのびサロンシップF」と同じだが、添加物が一部異なる。発売当初は10枚入りのみだったが、2023年2月に20枚と40枚（20枚×2袋）が追加発売された[7]。2024年4月に従来3種類（透明補強・フラップ・封緘）に分離していたラベルを一体化するパッケージリニューアルを行った（自然切替）[8]。
  - のびのびサロンシップフィットα【第3類医薬品】 - 2022年6月発売[9]。「のびのびサロンシップフィット」の無臭性タイプ。有効成分・含量は「のびのびサロンシップFα」と同じ。発売当初は10枚入りのみだったが、2023年2月に20枚が追加発売された[7]。2024年4月にラベルを一体型に変更するパッケージリニューアルを行った（自然切り替え）[8]。
  - のびのびサロンシップフィットH【第3類医薬品】 - 2022年6月発売[9]。「のびのびサロンシップフィット」の温感タイプ。有効成分・含量は「のびのびサロンシップFH」と同じ。発売当初は10枚入りのみだったが、2023年2月に20枚が追加発売された[7]。2024年4月にラベルを一体型に変更するパッケージリニューアルを行った（自然切り替え）[8]。
  - サロンシップインドメタシンEX【第2類医薬品】 - インドメタシン製剤。2021年に製剤のサイズはそのままで外箱の横幅が短くなり、パッケージに「HELLO! eco!」マークが表記された。（製造販売元：東光薬品工業）
  - サロンシップ巻貼タイプ【第3類医薬品】 - 2002年11月発売。冷感タイプ。商品名の通り、手首や指などに巻いて貼ることを前提にしているため、細長サイズとなっている。サイズは手首用と指用の2種類ある。
- フェイタス - フェルビナク製剤。久光製薬の外用鎮痛消炎薬は原則、自社製造となっているが、初代製品「フェイタス」のテープ剤に関しては、同じ佐賀県内に本社を置く祐徳薬品工業に製造を委託していた（同社の「パスタイムFX」シリーズのOEM）。なお、2代目製品の「フェイタス3.5α」以降のテープ剤及び「フェイタスシップ」は自社製造である。
  - フェイタス5.0【第2類医薬品】 - テープタイプ。2013年9月に従来の「フェイタス3.5α」をリニューアル。フェルビナクを3.5%から5.0%に、l-メントールを3.0%から3.5%にそれぞれ高濃度化するとともに、トコフェロール酢酸エステル（ビタミンE）が配合された。「フェイタス3.5αL」後継の大判サイズも設定されている。2021年2月にリニューアル。テープ剤のサイズはそのままで外箱をコンパクト化、薬袋も開封口を縦向きから横向きに変え、チャックを追加。容量を7枚から10枚に、14枚から20枚にそれぞれ増量。レギュラーサイズの「フェイタス5.0」はこれに、35枚と42枚を統合した特大容量の50枚を加えた3容量に整理。その後、自然切替でパッケージ正面に「Hello!eco!」マークが表記された。2024年2月に10枚と大判サイズ10枚の外箱が省かれ、薬袋包装へ変更するリニューアルが行われた[10]。同年9月には通信販売の「久光ウェルネス」専売包装として、ポストイン対応の薄型輸送箱に直接薬袋を封入した120枚入りが追加発売された。
  - フェイタス5.0温感【第2類医薬品】 - ノニル酸ワニリルアミドを追加配合した温感テープタイプ。2014年9月に従来の「フェイタス3.5α温感」をリニューアル。「フェイタス5.0」同様、フェルビナクを3.5%から5.0%に、l-メントールを3.0%から3.5%にそれぞれ高濃度化するとともに、トコフェロール酢酸エステル（ビタミンE）も配合した。「フェイタス3.5αL温感」後継の大判サイズも設定されている。「フェイタス5.0」同様に、レギュラーサイズは2021年1月、大判サイズは同年3月に外箱のコンパクト化、薬袋の改良、容量の増量を行い順次リニューアルされた。その後、自然切替でパッケージ正面に「Hello!eco!」マークが表記された。
  - フェイタスシップ【第2類医薬品】 - 2008年10月発売。冷感シップタイプ（日本薬局方 フェルビナクパップ）。2012年12月のリニューアル時に「のびのびサロンシップ」シリーズ同様に、「丸かど」シップと改良型薬袋を採用。2019年3月のリニューアルではパッケージデザインをテープ剤の「フェイタス5.0」に準じたものに変更するとともに、包装体系を従来の12枚入り・24枚入りから新容量の16枚入りに統合・集約された。2021年に製剤のサイズはそのままで包装サイズが小さくなり、パッケージに「HELLO! eco!」マークが表記された。2022年9月に「ポケシップ」包装の10枚入りが発売[11]され、16枚入りは10枚入りへ移行する形で製造終了となった。
  - フェイタスシップ温感【第2類医薬品】 - 2009年11月発売。「フェイタスシップ」にトウガラシエキスを追加配合した温感シップタイプ。2012年12月のリニューアル時に「のびのびサロンシップ」シリーズ同様に、「丸かど」シップと改良型薬袋を採用。2019年3月のリニューアルではパッケージデザインを温感テープ剤の「フェイタス5.0温感」に準じたものに変更するとともに、包装体系を従来の12枚入り・24枚入りから新容量の16枚入りに統合・集約された。2021年に製剤のサイズはそのままで包装サイズが小さくなり、パッケージに「HELLO! eco!」マークが表記された。「フェイタスシップ」同様、2022年9月に「ポケシップ」包装の10枚入りが発売[11]され、16枚入りは10枚入りへ移行する形で製造終了となった。
- フェイタスZ - 「フェイタス」の派生シリーズで、鎮痛消炎成分をジクロフェナクナトリウムとしたもの。発売当初は当社では初めてとなる【第1類医薬品】の製品であったが、2013年8月にリスク区分が変更された。
  - フェイタスZαジクサス【第2類医薬品】 - 2016年4月発売。テープタイプ。「フェイタスZジクサス」では添加物として配合していたl-メントールを有効成分として配合されたほか、自社製造へ移行した。大判サイズの「フェイタスZαジクサス大判」も設定されている。2021年に製剤のサイズはそのままで包装サイズが小さくなり、パッケージに「HELLO! eco!」マークを表記。「フェイタス5.0」同様に薬袋にチャックが追加された。
  - フェイタスZαジクサス温感【第2類医薬品】 - 2018年9月発売。「フェイタスZαジクサス」の処方をベースにノニル酸ワニリルアミドを追加配合した温感テープタイプ（ジクロフェナクナトリウム配合の温感テープ剤は日本初の商品となる）。大判サイズの「フェイタスZαジクサス温感大判」も設定されている[12]。2021年に製剤のサイズはそのままで包装サイズが小さくなり、パッケージに「HELLO! eco!」マークを表記。「フェイタス5.0温感」同様に薬袋にチャックが追加された。
  - フェイタスZジクサスシップ【第2類医薬品】 - 冷感シップタイプ。2017年7月に「フェイタスZシップ」をリニューアル。使用期限が2年から3年に延長された。
  - フェイタスZジクサスシップF【第2類医薬品】 - 2023年3月発売[13]。「フェイタスZジクサスシップ」を「ポケシップ」包装にしたもの。有効成分・含量は「フェイタスZジクサスシップ」と同じだが、添加物が一部異なる。

### 外用鎮痛・消炎薬（塗付薬）
- サロンパスローション【第3類医薬品】 - 2007年8月発売。2021年に内容量や容器形状はそのままで外箱の高さを低くするとともに、「サロンパス」に準じたパッケージデザインに刷新され、「HELLO! eco!」マークが表記された。（製造販売元：ジャパンメディック）
- エアーサロンパス - スプレータイプの鎮痛消炎薬
  - ジェットα【第3類医薬品】 - 2010年7月発売。既存の「エアーサロンパスEX」をベースに、dl-カンフル・サリチル酸メチル・ユーカリ油が省かれ、残り3成分（l-メントール、サリチル酸グリコール、グリチルリチン酸）の含有量を2倍に増量され、「ジェット噴射エアゾール」が採用された微香性タイプ。内容量は「エアーサロンパスEX」よりも多くなっている（80ml/120ml/250ml → 100ml/150ml/300ml）。2019年6月には、キャップレススプレー仕様の携帯用サイズとなる25mlが追加発売された[14]。2020年に「エアーサロンパスZ」に準じた水色基調のパッケージデザインへ変更となり、100mlは25mlと同じキャップレスタイプに変更された。2025年2月に「Hisamitsu Wellness」限定で25mlの10本パック（箱）が追加発売された。
  - DX【第2類医薬品】 - 2008年5月発売。フェルビナク製剤。2020年に「エアーサロンパスZ」に準じた黒基調のパッケージデザインへ変更された。
  - Z【第2類医薬品】 - 2020年6月発売。ジクロフェナクナトリウム製剤。本品ではロック式キャップレス仕様とし、パッケージデザインも既存の「エアーサロンパス」シリーズと異なり、英字表記の「Salonpas」を大きく配したデザインを採用している[15]。
- フェイタス - フェルビナク製剤
  - ローション【第2類医薬品】 - 2006年3月発売。発売当初は「フェイタス」同様、「サロンパスシリーズ」の表記があったが、2008年10月のパッケージ変更に伴い、表記が廃止された（製造販売元：東光薬品工業）。
  - ゲル【第2類医薬品】 - 2008年10月発売（製造販売元：東光薬品工業）。
  - クリーム【第2類医薬品】 - 2006年10月発売。発売当初は「フェイタス」、「フェイタスローション」同様、「サロンパスシリーズ」の表記があったが、2008年10月のパッケージ変更に伴い、表記が廃止された（製造販売元：東光薬品工業）。
  - チックEX【第2類医薬品】 - 2008年10月に「フェイタスチック」からリニューアル。l-メントールの含有量が増量された。（製造販売元：東光薬品工業）
- フェイタスZ - ジクロフェナク製剤
  - ゲル【第2類医薬品】 - 2009年8月発売。2013年8月にリスク区分を変更。2014年7月に「フェイタスZクリーム」・「フェイタスZαローション」と統一されたパッケージデザインに変更。
  - クリーム【第2類医薬品】 - 2014年7月発売。本品は「パスタイムZXクリーム」のOEM品である（製造販売元：祐徳薬品工業）。
  - αローション【第2類医薬品】 - 2014年7月発売。本品は祐徳薬品工業へOEM供給されており、同社では「パスタイムZXローション」として発売されている。
  - αジクサスゲル【第2類医薬品】 - 2019年8月発売。「フェイタスZゲル」の処方強化品で、ジクロフェナクナトリウムに加え、l-メントール、グリチルレチン酸、ノリル酸ワニリルアミドを追加配合。内容量は50gのみとなった[16]。

### 水虫・たむし治療薬
- ブテナロックVα - 2012年2月発売。従来の「ブテナロックV」の処方に、かゆみ止め成分クロタミトンと抗菌成分イソプロピルメチルフェノールを追加配合したもの。
  - クリーム【指定第2類医薬品】 - 2018年3月に内容量を18gに増量され、チューブの改良を行うリニューアルが行われた。
  - 液【指定第2類医薬品 - 2018年3月に内容量を18mlに増量するリニューアルが行われた。
  - スプレー【指定第2類医薬品】
  - 爽快パウダー【指定第2類医薬品】 - パウダースプレータイプ
  - エアー【指定第2類医薬品】 - 冷却ジェットスプレータイプ
- ブテナロックL
  - クリームEX【指定第2類医薬品】 - 2025年3月発売[17]。既存の「ブテナロックVαクリーム」の処方をベースにl-メントールとクロタミトンを省き、容器をジャータイプとしたもの。使用上の注意などの説明書きを個装箱の内側に記載することで添付文書を省いており、「Hello!ECO!」マークも表記される。
  - パウダーゲル【指定第2類医薬品】 - 2014年3月発売。2020年4月にライトブルー基調のパッケージデザインを変更してリニューアルされた[18]。

### アレルギー専用鼻炎薬
以下の製品はサノフィが発売する医療用医薬品「アレグラ錠30mg/60mg」のスイッチOTC品で、フェキソフェナジン塩酸塩を含有する。
- アレグラFX【第2類医薬品】 - 2012年11月発売。2016年11月にリスク区分変更。2019年1月に大容量サイズの56錠を追加発売（製造販売元：サノフィ）。
- アレグラFXジュニア【第2類医薬品】 - 2017年11月発売。7～14歳の小中学生用。2021年11月にリスク区分が変更された（製造販売元：サノフィ）。

### 高コレステロール改善薬
- コレストン【第3類医薬品】 - 2009年7月発売。2010年12月にチャック付パウチ包装の42カプセルを追加発売（製造販売元：東海カプセル）。

### 目薬（点眼薬）
目薬は現行商品全て他社へ製造を委託しており、大半の商品は同じ佐賀県に本社を置く佐賀製薬に製造を委託しているが、「新眼涼抗菌」のみ、東亜薬品に製造を委託している。
- 眼涼（がんりょう）
  - 眼涼【第2類医薬品】
  - 眼涼12【第2類医薬品】 - 2011年6月発売。「眼涼」の処方をベースに、アラントインを省く代わりに、ネオスチグミンメチル硫酸塩、ピリドキシン塩酸塩（ビタミンB6）、パンテノール、L-アスパラギン酸マグネシウム・カリウム（等量混合物）、タウリン、コンドロイチン硫酸エステルナトリウム、イプシロン-アミノカプロン酸を加えて有効成分を12種類に増やし、グリチルリチン酸二カリウムの含有量を増量したもの。
  - 眼涼潤【第3類医薬品】 - 2008年12月発売。「眼涼」の他のシリーズ品とは異なり、生薬由来成分ではなく、ミネラル成分やアミノ酸（L-アスパラギン酸カリウム）、ブドウ糖が配合された涙液型である。
  - 新眼涼抗菌【第2類医薬品】 - 生薬由来成分に、サルファ剤（スルファメトキサゾールナトリウム）などが配合された抗菌系。
  - 眼涼アルファーストEX【第2類医薬品】 - 2007年12月発売。生薬由来成分に、抗アレルギー剤（クロモグリク酸ナトリウム）などが配合されたアレルギー専用。
- こどもロビンアイプラス【第3類医薬品】 - 2019年4月発売。子供向け。キャラクターデザインの携帯ケース同梱。「こどもロビンアイA」の処方をベースにコンドロイチン硫酸エステルナトリウムを追加配合したもの。「こどもロビンアイA」同様にピンク系の「ハローキティ」に加え、グリーン系「男の子」の2種類のパッケージデザインがある。また、携帯ケースは各パッケージデザイン毎にそれぞれ3種類ずつ用意されており、「男の子」の携帯ケースは「こどもロビンアイ」シリーズで初のサンリオ以外のキャラクターとなり、発売当初はポケモン[19]となったが[20]、2021年からシンカリオンZへ変更となった。

### 便秘薬
- 快腹丸【指定第2類医薬品】

### にきび治療薬
- フレッシングアクネクリーム【第2類医薬品】 - 2003年9月発売。日本薬局方 イブプロフェンピコノールクリーム。2005年5月にクリームを改良し、ティーツリーの香りを加えるリニューアルが行われた。

### 乗り物酔い薬（感覚器官用薬）
- こどもクールスカイ【第2類医薬品】 - 3～14歳までの子供用ドリンクタイプ。「ハローキティ」と「しんかんせん」の2種類のデザインがある（製造販売元：田村薬品工業）。

## 医薬部外品/指定医薬部外品

### 水虫関連
- ブテナロック 足洗いソープ【医薬部外品】 - チューブ入りの薬用洗浄料。発売当初は80gのみだったが、2020年3月に大容量サイズの150gが追加発売された[21]（製造販売元：日本コルマー）。
- ブテナロック メディカルソープ フット&ボディ【医薬部外品】 - 2024年2月発売[22]。ポンプ式液体タイプの薬用洗浄料。つめかえ用もある。プラスチックの一部にバイオマスPETを使用しているため、「HELLO!eco!」マークの表記がある（製造販売元:日本コルマー）。

### 歯磨き粉
- 薬用ラカルト・ニュー5【医薬部外品】 - 2023年10月末のエスエス製薬からの事業譲受に伴い、2024年4月に当社製品としてリニューアル発売（順次切替）[23]。メーカーロゴが「エスエス製薬」から「Hisamitsu」に変更され、外箱の縦向きデザインではメーカーロゴの位置が左下から「眼涼」などと同じ上部に移り、青背景に白ロゴに変更された。

### ドリンク剤
「薬用ラカルト・ニュー5」同様に2023年10月末のエスエス製薬からの事業譲受にともない、2024年に当社製品としてリニューアル発売（順次切替）。
- エスカップ【指定医薬部外品】 - 2024年3月にリニューアル発売した。パッケージデザインの刷新にともなってキャップ・ラベル共にブルー基調となった。なお、箱入り包装はエスエス製薬時代から引き継ぎ、ドリンク剤では珍しい12本入となっている。
- エスカップNEXT【指定医薬部外品】 - 2024年4月にリニューアル発売。（製造販売元:大同薬品工業）
- エスカップE【指定医薬部外品】 - 2024年4月にリニューアル発売。パッケージデザインの刷新にともなってキャップ・ラベル共にパープル基調となった。
- エスカップ・V【指定医薬部外品】 - 2024年3月にリニューアル発売。ダイドードリンコの自動販売機限定。「エスカップ」同様、パッケージデザインの刷新にともなってキャップ・ラベル共にブルー基調となった。（製造販売元:大同薬品工業、販売元:ダイドードリンコ）

## 雑貨品

### 冷却シート
- デコデコクール
  - S - シートタイプ。こども用と大人用がある
  - 赤ちゃん用 - 香料・着色料を無配合とし、表面に動物のイラストが描かれた0～2才向けのシートタイプ。
  - 熱とり枕 - 家庭用冷却枕。専用枕カバーが同梱されている。
  - バンドタイプ - バンドタイプのアイス枕。外装は発売当初箱入だったが、現在は袋入りになっている。
- バイバイフィーバー - 2021年4月発売。元々「デコデコクール」の海外向け仕様として10ヶ国で展開されているブランドを日本でも新たに展開されたもの。「デコデコクールS」同様にこども用と大人用がある。当初は6枚のみだったが、2024年3月に大容量サイズの15枚を追加発売。既存の6枚は自然切り替えにより2枚×3袋から3枚×2袋に変更された。
  - 熱とり枕 - 2022年5月発売[25]。家庭用冷却枕。「デコデコクール 熱とり枕」同様に専用枕カバーが同梱されている。
  - バンドタイプ - 2022年5月発売[25]。「デコデコクール バンドタイプ」から構造が変更され、カバーは面ファスナー採用の布タイプに、ジェルパックを4連の凍結パックにそれぞれ変更された。
- Hisamitsuアイシングシート - 2009年6月発売。従来発売されていた「Hisamitsu冷却シート巻貼」の後継商品で、サイズを「手首用」相当（5cm×20cm）のみに集約され、容量を3枚入りに減らして、メーカー希望小売価格が値下げされた（本体価格 550円 → 333円）。

### 冷却スプレー
- エアーサロンパス アイシングスプレー - 2009年6月発売。2019年3月に大容量サイズの490mlが追加発売された[26]。

### マスク
- 貼り薬の不織布で作ったマスク - 2021年10月発売。貼り薬に使用している伸縮性不織布を採用したマスク。耳掛けタイプと貼るタイプがあり、それぞれにふつうサイズと小さめサイズを設定している[27]。

### 除菌抗菌スプレー
- ブテナロック 除菌抗菌スプレー - 2018年4月発売。

### 除菌抗菌消臭スプレー
- Hisamitsu除菌抗菌消臭スプレー - 2020年12月発売。イデアテックスジャパンの複合抗菌剤「コーキンマスター」と2種類の消臭成分（緑茶エキス・カキタンニン）を配合したエアゾールタイプの衣類・布製品用スプレー[28]。

### 除菌抗菌パウダー
- ブテナロック 除菌抗菌パウダー - 2025年3月発売。カリミョウバンとカキタンニンを配合した靴にふりかける粉タイプ。久光ウェルネス製品で、通信販売限定。

### サポーター
- フェイタス メディカルサポーター - 2015年6月発売。ひざ用・腰用・ひじ用・ふくらはぎ用・足首用の5種類がある。発売当初はゼビオグループのスポーツ用品店「スーパースポーツゼビオ」・「ヴィクトリア」で先行発売されていたが、後にドラッグストアでも発売されるようになった。
- フェイタス アクティブサポーター - 2023年4月発売。ひざ用と腰用の2種類。

### シップ固定用シート
- シップメイト

### 磁器製品用絆創膏
- マグネキング絆創膏 - 貼付用磁気治療器の貼り替え用絆創膏

## 化粧品

### スキンケア関連
- ライフセラ ダーマボーテ エッセンス - 2014年9月発売。化粧水と美容液の機能を併せ持つ2in1タイプのミルキーエッセンス。
- ライフセラ ダーマボーテ 美容液マスク - 2014年9月発売。シートマスク

### ボディケア関連
以下の製品は「Hisamitsu BODYCAREシリーズ」として発売されており、主にスポーツショップでの取扱となる。
- Hisamitsuマッサージローラージェル - 2020年9月発売。先端に3つのローラーを搭載したボディ用マッサージジェル（製造販売元：日本コルマー）。
- Hisamitsuマッサージオイルスプレー - 2020年9月発売。オイルベースのボディ用マッサージスプレー。

### 冷却シート
- Hisamitsuアイスタオル - 2010年3月発売。冷却タイプ・超大判サイズ（30cm×60cm）のボディ用シート（製造販売元：カナエテクノス）。
- Hisamitsuリフレッシュボディシート - 2020年9月発売。超特大サイズ（49cm×25cm）のボディ用汗ふきシート。1枚ごとの個包装としている。

### 地域限定品
- ライフセラ さが美人 - 2018年発売。当社の創業の地である佐賀県産の特産品原料を使用したシリーズ。店頭では地産商品販売店を中心に佐賀県内限定で販売されているが、通信販売の「Hisamitsu Wellness」でも取り扱われている。また、本シリーズの売り上げの一部が公益団体へ寄付される。
  - 酒粕化粧水 - 鳴滝酒造の酒粕エキスを配合
  - からつ茶化粧水 - 唐津産の茶葉から抽出された「からつ茶エキス」を配合
  - エミューオイル化粧水 - 基山町のエミューからとれるエミューオイルを配合
  - 酒粕ジェルシートマスク - 鳴滝酒造の酒粕エキスをジェルに含ませた上下セパレートタイプのシートマスク。1セット入りの袋包装。
  - からつ茶ジェルシートマスク - 唐津産の茶葉から抽出された「からつ茶エキス」をジェルに含ませた上下セパレートタイプのシートマスク。1セット入りの袋包装。

### 通信販売限定品
- ライフセラ サクライズ化粧液 - 2022年6月発売[30]。スイゼンジノリから抽出された保水成分「サクラン」が配合されたオールインワンタイプの化粧液。「Hisamitsu Wellness」限定発売。（製造販売元:日本コルマー）

## 医療用具
- 温熱用具 直貼【一般医療機器】 - 2015年9月に従来の『サロンシップ温熱用具「直貼」』を全面改良し、「サロンシップ」から独立したブランドへ移行。発熱スポットを2つに分けて中央から折れ曲がる形状に、不織布の表面をピンク色に変更。ラインナップは従来のハーフサイズがSサイズ（肩・首用）に、レギュラーサイズがMサイズ（腰・背中用）となり、入数を減らしたことでメーカー希望小売価格が値下げされた（本体価格:640円→550円）。その後、既存の2倍入数となる徳用包装（Sサイズ12枚、Mサイズ8枚）が追加発売された。（製造販売元：エステーマイコール）
- 温熱用具 直貼 温感プラス【一般医療機器】 - 2020年8月発売。肩・首用のみの設定（製造販売元：エステーマイコール）

## 健康食品

### 店頭販売品
- Hisamitsu MSM EX - 粒タイプ

### 通信販売限定品
以下の商品は「Hisamitsu Wellness（旧・Hisamitsu健康通販→HisamitsuいきいきOnline）」での取り扱いとなる。
- サロンパス風味のタブレット【機能性表示食品】 - 2025年1月発売。モリンガ種子由来グルコモリンギンを機能性関与成分として含有。本品は久光ウェルネス発足後初の新製品となり、「Hisamitsu Wellness」ロゴがパッケージに表記された。
- 乳酸菌EC-12 - 2006年8月発売。当初はスティック包装の顆粒タイプ30袋のみだったが、2009年に61袋を追加、2014年にチャック付パウチ包装の「乳酸菌EC-12チュアブル」が順次追加された。2020年10月に顆粒タイプが「Hisamitsu健康通販」ロゴから「Hisamitsu」ロゴに変更し、定型外郵便（ポストイン）への対応の為、箱の厚さを薄型化した新パッケージに変更された。
- MSM+グルコサミンEX - 2008年10月に「MSM+グルコサミン」として発売。2011年7月に一日分の目安量を明記したラベルデザインに変更。2017年12月にMSMの配合量が増量（180mg → 225mg）されるリニューアルが行われ、併せて、商品名が変更された。
- サメ肝油+プロポリス - 2011年9月に「スクワレン+プロポリス」から商品名が変更された。
- Hisamitsu 歩かんと【機能性表示食品】 - 2021年9月発売。ブラックジンジャー由来ポリメトキシフラボンを機能性関与成分として含有する粒タイプ。チャック付きパウチ袋包装としている（製造所：アリメント工業）[31]。
- Hisamitsu 活力アミノ酸DX - 2009年10月に「活力アミノ酸 いきいきシトルリン」として発売された顆粒タイプのアミノ酸加工食品。2020年10月に赤基調のパッケージデザインに刷新され、商品名を変更してリニューアルされた[32]。
- Hisamitsu メタサポ【機能性表示食品】 - 2023年2月発売[33]。茶カテキンとエピガロカテキンガレードを機能性関与成分として含有する粒タイプ。包装袋にバイオマス10%インキを使用しているため、「HELLO!eco!」マークの表示がある。

## 医療用医薬品
本節では主な商品ブランドを述べる。エスエス製薬から久光メディカルを経て自社商品となったブランドにはブランド名に後に(S)を付記する。
- モーラス - ケトプロフェン：経皮鎮痛消炎剤（貼付剤）、本ブランドは資本業務提携に基づき、祐徳薬品工業との共同販売を採っており、自社品仕様と祐徳薬品工業向け仕様の2種類が存在する。
- セクター - ケトプロフェン：経皮鎮痛消炎剤（塗布剤）
- インサイド(S) - インドメタシン：経皮吸収鎮痛剤（貼付剤）、一般用についてはエスエス製薬が製造販売をしていたが、現在は製造を終了している。
- ナボール(S) - ジクロフェナク：鎮痛消炎剤
- エアーサロンパス - エアゾール式鎮痛消炎剤、100ml入り
- フェントス - フェンタニル：経皮吸収型 持続性疼痛治療剤、本ブランドは協和キリンとの共同販売を採っている。
- アブストラル - フェンタニル：癌疼痛治療剤、本ブランドは協和発酵キリンとの共同販売を採っている（製造販売元：協和キリン）。
- ジクトル - ジクロフェナク：持続性型がん疼痛治療剤
- ボレー - ブテナフィン：ベンジルアミン系抗真菌剤（スプレータイプは「ブテナロックLスプレー」として一般用にも販売されている）
- アトラント(S) - ネチコナゾール：抗真菌剤、本ブランドは他社との共同販売が採られており、自社品仕様、鳥居薬品向け仕様、田辺三菱製薬向け仕様の3種類が存在する。
- ベシカム - イブプロフェンピコノール：非ステロイド系消炎・鎮痛外用剤
- エクラー - デプロドン：外用副腎皮質ホルモン剤
- エストラーナ - エストラジオール
- メノエイド - エストラジオール/ノルエチストロン：経皮吸収卵胞・黄体ホルモン製剤、本ブランドはあすか製薬が製造販売を行っていたが、2019年9月に製造販売承認の承継に伴って新たに取り扱うようになった。
- ネオキシ - オキシブチニン：経皮吸収型 過活動膀胱治療剤、発売当初は旭化成の事業子会社である旭化成ファーマとの共同販売を採り、自社品仕様と旭化成ファーマ向け仕様の2種類が存在していたが、2016年6月を以って同社との共同販売が終了となり、以降は自社品仕様のみとなる。
- アルピニー(S) - アセトアミノフェン：小児用解熱鎮痛剤（坐剤）、一部剤形は共同販売の形態を採っており、三和化学研究所向け仕様も存在する。
- アレサガ - エメダスチン：経皮吸収型 アレルギー性鼻炎治療剤
- スペリア(S) - フドステイン：気道分泌細胞正常化剤
- ドラール(S) - クアゼパム：睡眠障害改善剤
- ルピアール(S) - フェノバルビタール：催眠・鎮静・抗けいれん剤
- アポハイド - オキシブチニン：原発性手掌多汗症治療剤
- ハイチオール(S) - L-システイン、一般用については引き続きエスエス製薬が製造販売している。
- カルデミン - カルシトリオール：活性型ビタミンD3製剤（製造販売元：龍角散）。

なお、上記以外にジェネリック医薬品も発売されており、略称は「HMT」又は「久光」となる。

## 販売終了品

### 一般用医薬品
- 外用鎮痛消炎薬
  - 朝日萬金膏
  - サロンパス
  - サロンパスE
  - サロンパスA - 「サロンパスAe」に継承
  - ニューサロンパス
  - ニューサロンパスS
  - サロンカップ
  - ジャストサロンパス
  - ジャストサロンパスホット
  - ハイゲルサロンパス
  - サロンパススティックタイプ - 固形ゲルタイプのフェルビナク製剤。「フェイタスチック」に継承
  - エアーサロンパス（一般用）
  - エアーサロンパス7
  - エアーサロンパススパークリング - シャーベット状の泡がパチパチはじけるムースタイプ。ムース状の薬剤を一度手にとってから患部に塗布する。容器のデザイン・形状が整髪料のムースに類似。フロンガス規制により販売終了。
  - エアーサロンパスインドメタシン
  - エアーサロンパスインドメタシン1.0%【第2類医薬品】
  - エアーサロンパスEX【第3類医薬品】 - 一時期、当時のCMキャラクターであった宮里藍をパッケージに採用した「藍ちゃんオリジナル缶」が発売されていた。「エアーサロンパスジェットα」へ継承のため、製造・販売を終了。
  - エアーサロンパスラーラ - フルーツとレモンに2つのタイプ。
  - サロンシップ
  - サロンシップエース - 粘着シート付の無臭性パップ剤、「のびのびサロンシップα」の源流。
  - のびのびサロンシップ - 「のびのびサロンシップS」に継承
  - 新のびのびサロンシップ
  - のびのびサロンシップS【第3類医薬品】 - 冷感タイプ。「のびのびサロンシップF」へ継承の為、製造・販売を終了。
  - のびのびサロンシップF【第3類医薬品】 - 「のびのびサロンシップS」をベースに、サリチル酸グリコールを増量した、薄型・冷感タイプ。2018年5月に従来の12枚入り・24枚入りを廃止し、新容量の20枚入り・40枚入り（20枚入りの2個パック包装）を発売。2019年7月にチャック付袋包装となる小容量の10枚入りが追加発売された[34]。2021年に20枚入・40枚入は製剤サイズはそのままで外箱のサイズが小型化され、パッケージに「HELLO! eco!」マークが表記された。「のびのびサロンシップフィット」へ統合のため、製造・販売を終了。
  - のびのびサロンシップα【第3類医薬品】 - 無臭性・冷感タイプ。ハーフサイズも設定されていた。「のびのびサロンシップFα」に継承
  - サロンシップL【第3類医薬品】 - ピンク色の無臭性・冷感タイプ。有効成分・分量・添加物は「のびのびサロンシップα ハーフサイズ」と同一である。「のびのびサロンシップFα ハーフサイズ」へ統合のため製造・販売を終了。
  - のびのびサロンシップH - 「のびのびサロンシップ温感」に継承
  - 新のびのびサロンシップH
  - のびのびサロンシップ温感【第3類医薬品】 - 「のびのびサロンシップFH」に継承
  - サロンシップインドメタシン - 「サロンシップインドメタシンEX」に継承（製造元：東光薬品工業）
  - ビンダスローション
  - ビンダスゲル
  - ビンダスクリーム
  - ビンダスSゲル
  - ビンダスSローション
  - ビンダスSクリーム
  - フェイタス【第2類医薬品】 - 「フェイタス3.5α」に継承（製造販売元：祐徳薬品工業）
  - フェイタスL【第2類医薬品】 - 「フェイタス3.5αL」に継承（製造販売元：祐徳薬品工業）
  - フェイタス温感【第2類医薬品】 - 「フェイタス3.5α温感」に継承（製造販売元：祐徳薬品工業）
  - フェイタスL温感【第2類医薬品】 - 「フェイタス3.5αL温感」に継承（製造販売元：祐徳薬品工業）
  - フェイタス3.5α【第2類医薬品】 - 「フェイタス5.0」に継承
  - フェイタス3.5αL【第2類医薬品】 - 「フェイタス5.0 大判サイズ」に継承
  - フェイタス3.5α温感【第2類医薬品】 - 「フェイタス5.0温感」に継承
  - フェイタス3.5αL温感【第2類医薬品】 - 「フェイタス5.0温感 大判サイズ」に継承
  - フェイタスチック - 「フェイタスチックEX」に継承
  - フェイタスZ【第2類医薬品】 - 「フェイタスZジクサス」に継承
  - フェイタスZジクサス【第2類医薬品】 - レギュラーサイズ2枚分の大きさの「フェイタスZジクサス大判」も発売されていた。「フェイタスZαジクサス」に継承（製造販売元：祐徳薬品工業）
  - フェイタスZシップ【第2類医薬品】 - 「フェイタスZジクサスシップ」に継承
- 水虫・たむし治療薬
  - ブテナロッククリーム - 「ブテナロックVクリーム」に継承
  - ブテナロック液 - 「ブテナロックV液」に継承
  - ブテナロックスプレー - 「ブテナロックVスプレー」に継承
  - ブテナロックVクリーム【指定第2類医薬品】 - 「ブテナロックVαクリーム」に継承
  - ブテナロックV液【指定第2類医薬品】 - 「ブテナロックVα液」に継承
  - ブテナロックVスプレー【指定第2類医薬品】 - 「ブテナロックVαスプレー」に継承
  - ブテナロックVエアー 爽快パウダー【指定第2類医薬品】 - パウダースプレータイプ。「ブテナロックVα爽快パウダー」に継承
  - ブテナロックVエアー【指定第2類医薬品】 - 冷却ジェットスプレータイプ。「ブテナロックVαエアー」に継承
  - ブテナロックLスプレー【指定第2類医薬品】 - 日本薬局方 ブテナフィン塩酸塩スプレー。以前発売されていた「ブテナロックスプレー」をベースに、ライトブルー基調のパッケージに変更し、価格と容量を見直したもの（本体価格 20ml・2,600円→15ml・1,523円）。
- 目薬
  - 眼涼α【第3類医薬品】（製造販売元：佐賀製薬）
  - 眼涼アルファースト - 「眼涼アルファーストEX」に継承
  - こどもロビンアイA【第3類医薬品】 - 当初「ハローキティ」と「けろっぴ」の2種類のデザインが発売され、その後、「けろっぴ」を「しんかんせん」に変更。「しんかんせん」の製造終了後は「ハローキティ」のみとなったが、「こどもロビンアイプラス」へ継承された。
- 鼻炎用薬
  - アルファースト鼻炎スプレー - アレルギー専用点鼻薬（クロモグリク酸ナトリウム配合）、2005年1月末出荷終了（製造元：東亜薬品）
- ニキビ治療薬
  - フレッシングクリーム - 「フレッシングアクネクリーム」に継承
- ドリンク剤（ビタミンB1主薬製剤）
  - サロンパス内服液
  - 新サロンパス内服液 - 「新サロンパスBE内服液」へ継承
  - 新サロンパスBE内服液【第3類医薬品】（製造販売元：東亜薬品）
- カルシウム剤
  - HISAMITSUこどもカルシウム - ハローキティとけろっぴの2種類のデザインがあった。
- 乗り物酔い止め薬
  - こどもクールスカイ（けろっぴ）
- 外皮用薬
  - ペインカット
  - Hisamitsuかゆみ止めスプレー
  - スキンペア
- 妊娠検査薬
  - アン・ドゥ・トロワ HCGテスト

### 医薬部外品・化粧品
- ニキビ関連
  - フレッシング洗顔フォーム【医薬部外品】
  - フレッシングアクネフォーム【医薬部外品】
  - フレッシングアクネソープ【医薬部外品】
- 水虫関連
  - ブテナロック足ふきシート
  - ブテナロック足指ミスト【医薬部外品】（製造元：日本コルマー）
- スキンケア関連
  - ライフセラ フェイスマスク
  - ライフセラ エッセンスローション
  - ライフセラ ミルク
  - ライフセラ フェイスマスク 目もと美人 - 「ライフセラ 目もとぷるんパック」へ継承
  - ライフセラ 目もとぷるんパック
  - ライフセラ オレンジマスク
  - ライフセラ ホワイトニングマスク
  - ライフセラ メンズマスク - 2003年9月末製造終了
  - ライフセラ 首うるおいマスク
  - ライフセラ エステマスク くっきりフェイス
  - ライフセラ エステマスク キュッと二の腕
  - ライフセラ 天然泥マスク
  - ライフセラ 美容液マスク
  - ライフセラ 美容液マスクE - 「ライフセラ 美容液マスク 良潤肌」へ継承
  - ライフセラ 美容液マスク デリケートケア
  - ライフセラ 美容液マスク リンクルケア
  - ライフセラ 美容液マスク ホワイトニング
  - ライフセラ 美容液マスク 潤いホワイトニング
  - ライフセラ 美容液マスク 超・うるおいケア
  - ライフセラ 美容液マスク ホワイト - 「ライフセラ 美容液マスク 透明肌」へ継承
  - ライフセラ 美容液マスク 目もとケア - 「ライフセラ 目もと重点主義 ぷるんとモイスト」へ継承
  - ライフセラ 美容液マスク 良潤肌（りょうじゅんはだ）（製造販売元：ユノス）。
  - ライフセラ 美容液マスク 透明肌（製造販売元：ユノス）。
  - ライフセラ 美容液マスク 艶咲肌（つやさきはだ）（製造販売元：ユノス）。
  - ライフセラ 乳液マスク - 配合成分が同一の「ライフセラ 美容液マスク 艶咲肌」へ継承
  - ライフセラ 乳液マスク 目もとケア - 「ライフセラ 目もと重点主義 ふっくらリフト」へ継承
  - ライフセラ クールマスク
  - ライフセラ 目もとに貼る美容液ゼリー
  - ライフセラ 目もと重点主義 ぷるんとモイスト（製造販売元：ユノス）。
  - ライフセラ 目もと重点主義 ふっくらリフト（製造販売元：ユノス）。
  - ライフセラ 目もと重点主義 ハリつやリンクル（製造販売元：ダイヤ製薬）。
  - ライフセラ ジェルマスク クリアアップ
  - ライフセラ ジェルマスク クールモイスト
  - ライフセラ ジェルマスク ヨーロピアンスパ
  - ライフセラ ジェルマスク 薬用ホワイトニング【医薬部外品】
  - ライフセラ ジェルマスク ハイモイスト
  - ライフセラ アドバンスライン トリプルアクティブセット - ハイブリッドジェルマスク（シート状マスク）、リムーブローション（ふきとり化粧水）、ビタミンカクテルエッセンス（美容液）をセットにした3ステップ式のエイジングケアキット。「Hisamitsu健康通販」限定販売。2016年9月販売終了。
  - Hisamitsuうるおいハンドスプレー
- ボディ用ローション
  - ココサロ - ロールオンタイプのボディ用ローション。グレープフルーツ、ラベンダー、ユーカリの3種類（製造販売元：東光薬品工業）。
- ボディ用シート
  - リフレッシュボディシート - 「TOKYO2020」オフィシャル ライセンス プロダクトの一つとして発売。「Hisamitsuリフレッシュボディシート」をベースにデザインを変更した個包装タイプのボディシート（ふき取り用化粧水）。東京2020オリンピックマスコット仕様と東京2020パラリンピック仕様の2種類があった。2021年12月をもって販売終了。
- かぜ関連
  - Hisamitsu貼るかぜシップ【医薬部外品】 - 表面にハローキティデザインを採用した貼るタイプの鼻づまり改善薬（製造販売元：ダイヤ製薬）

### 雑貨品
- 冷却シート
  - HISAMITSU熱とりシート - ハローキティのデザインを採用。現在の「デコデコクール」の源流。
  - デコデコクール熱とりゼリー
  - デコデコクールSTRONG
  - Hisamitsuコールドガード - CVS限定商品。全方向伸縮自在の関節向け冷却シート。
  - Hisamitsu冷却シート巻貼 - 「Hisamitsuアイシングシート」へ継承。
  - クールジェルシート - 「TOKYO2020」オフィシャル ライセンス プロダクトの一つとして発売。「デコデコクールS」をベースに、表面に「TOKYO2020」ロゴを全面にプリントした仕様。東京2020オリンピックマスコット仕様と東京2020パラリンピック仕様の2種類があり、2枚入りで発売されていた。2021年12月をもって販売終了。
- 冷却スプレー
  - Hisamitsuコールドスプレー - 「エアーサロンパス アイシングスプレー」へ継承。
  - クールウェアスプレー - 「TOKYO2020」オフィシャル ライセンス プロダクトの一つとして発売。衣服の上から使用するミストタイプの冷感スプレーで、東京2020オリンピックマスコット仕様と東京2020パラリンピック仕様の2種類があった。2021年12月をもって販売終了。
- スポーツ用テーピング
  - キネシオロジーテープ - 「TOKYO2020」オフィシャル ライセンス プロダクトの一つとして発売。あらかじめ25cmサイズにカット済みで、関節などの凹凸の部位にも密着しやすいように円が連なった形状としており、東京2020オリンピックマスコット仕様と東京2020パラリンピック仕様の2種類があった。2021年12月をもって販売終了。

### 医療機器（医療用具）
- 温熱用具
  - サロンシップ温熱用具「直貼」【一般医療機器】 - 「温熱用具 直貼」へ継承（製造販売元：三宝化学）
- 低周波治療器
  - サロン・パルス【医療用具】 - 肩用、コードレスタイプ。後に、後述する「サロン・パルス チビモミ」の発売に伴い、「サロン・パルス チビモミ強力タイプ」に改名する。
  - サロン・パルス ぐいもみ【医療用具】 - 腰用、リモコン付き
  - サロン・パルス チビモミ【医療用具】 - 肩用、「サロン・パルス ぐいもみ」発売に伴い「サロン・パルス」より商品名変更。
- 貼付型磁気治療器
  - マグネキング【医療用具】 - 皮膚と接触する面に7つの突起がある、六角形の金色の永久磁石を使用した磁気治療器。貼り替え用絆創膏が付属しており、それに磁石を付け替えることで何度でも使用できる。現在は上記の「マグネキング絆創膏」にブランド名が残るのみ。

### 健康食品
- Hisamitsu MSMドリンク - ドリンクタイプ、ウメ風味
- Hisamitsu ヘルシーダイエット スープタイプ - 通販限定商品。2007年11月で販売終了
- Hisamitsu ヘルシーダイエット ドリンクタイプ - 通販限定商品。2008年1月で販売終了
- Hisamitsu ヘルシーダイエット こんにゃくチップ - 通販限定商品。2008年3月で販売終了
- 青汁+ウコンエキス - 通販限定商品。2009年7月末で販売終了
- Hisamitsu AHCC - 通販限定商品。2010年9月末で販売終了

### その他
- 虫よけスキンペア【医薬部外品】
- 奇神丹
- 美耶姿里
- 傷あてパッド - 「サロンパス QQ-BOX」の製品
- ネット包帯 - 「サロンパス QQ-BOX」の製品